# 関西情報工学院専門学校
関西情報工学院専門学校（かんさいじょうほうこうがくいんせんもんがっこう）は、学校法人岡村学園が運営する大阪市平野区にある専修学校。

## 沿革
- 1985年（昭和60年）4月1日 - 大阪市西区にて開校。第1期生入学。
- 1986年（昭和61年）3月15日 - 新校舎竣工。現在地の平野区に移転。
- 1987年（昭和62年）3月31日 - 文部省告示により学校法人および専修学校設立認可。
- 1988年（昭和63年）11月 - 法改正により修業年限が短縮され、3年間で高卒の資格取得が可能になる。
- 1989年（平成元年）3月6日 - 高等部第1期生卒業。
  - 4月1日 - 専門部開校（近畿大学併修課程）。第1期生入学。
- 1991年（平成3年）3月5日 - 高等部第3期生卒業（4年制課程修了者）。
  - 3月6日 - 高等部第3期生卒業（4年制課程修了者）。
  - 3月11日 - 専門部第1期生卒業。
- 1992年（平成4年）4月1日 - 国際情報科開設。
- 1994年（平成6年）4月1日 - 専門部新校舎に移転。
- 1996年（平成8年）4月1日 - コンピュータグラフィック・美術コース開設。
- 2007年（平成19年）4月1日 - ヒューマンコミュニケーションコース開設。
- 2008年（平成20年）4月1日 - コンピュータグラフィック・美術コースをアニメーション・美術コースに名称変更。
- 2012年（平成24年）4月1日 - アニメーション・美術コースをマンガ・イラストコース、美術・デザインコースに名称変更。
- 2013年（平成25年）8月1日 - 適応コース開設。
- 2019年（平成31年）4月1日 - マンガ・イラストコース、美術・デザインコースをマンガ・美術コースに統合。
- 2022年（令和4年）4月1日 - 適応コースをベーシックコースに名称変更。

## 学科
- 専門課程（情報処理コース・情報経営コース・大学編入コース）
- 高等課程（情報処理科・国際情報科）日本教育学院高等学校連携校。2015年度までは科学技術学園高等学校が連携校

## 所在地
- 〒547-0026 大阪市平野区喜連西4-7-15

最寄り駅は、喜連瓜破駅

## その他
周辺にはファミリーマート、大阪市職業リハビリテーションセンターなどがある。